# Kaledonský kanál

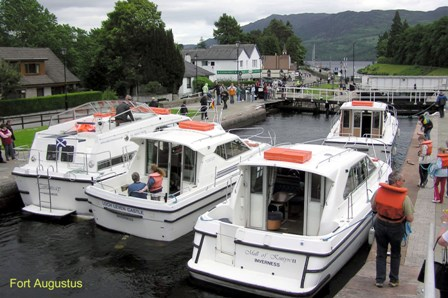
Kaledonský kanál

Kaledonský kanál (anglicky: Caledonian Canal) je průplav ve Skotsku, který spojuje Severní moře na východě a Atlantský oceán na západě. Vede údolím Great Glen. Délka celého kanálu je 96 kilometrů (je nejdelší ve Skotsku) a prochází z Inverness do jezera Loch Ness, dál do jezera Loch Oich a přes další jezero Loch Lochy ústí nedaleko města Fort William do Atlantského oceánu.
První úvahy o splavnění údolí se objevily v 17. století. První seriózní projekt vytvořil vynálezce parního stroje James Watt v roce 1773. Kanál je v provozu od roku 1822, kdy jej dokončil Thomas Telford. Překonání výškového rozdílu (celkem 20 metrů) je na kanálu vyřešeno systémem zdymadel, kterých je zde po celé délce celkem 29. Zdymadla v činnosti lze vidět v místě zvaném Neptune's Stairscase nebo Fort Augustus.